# Murder Mountain

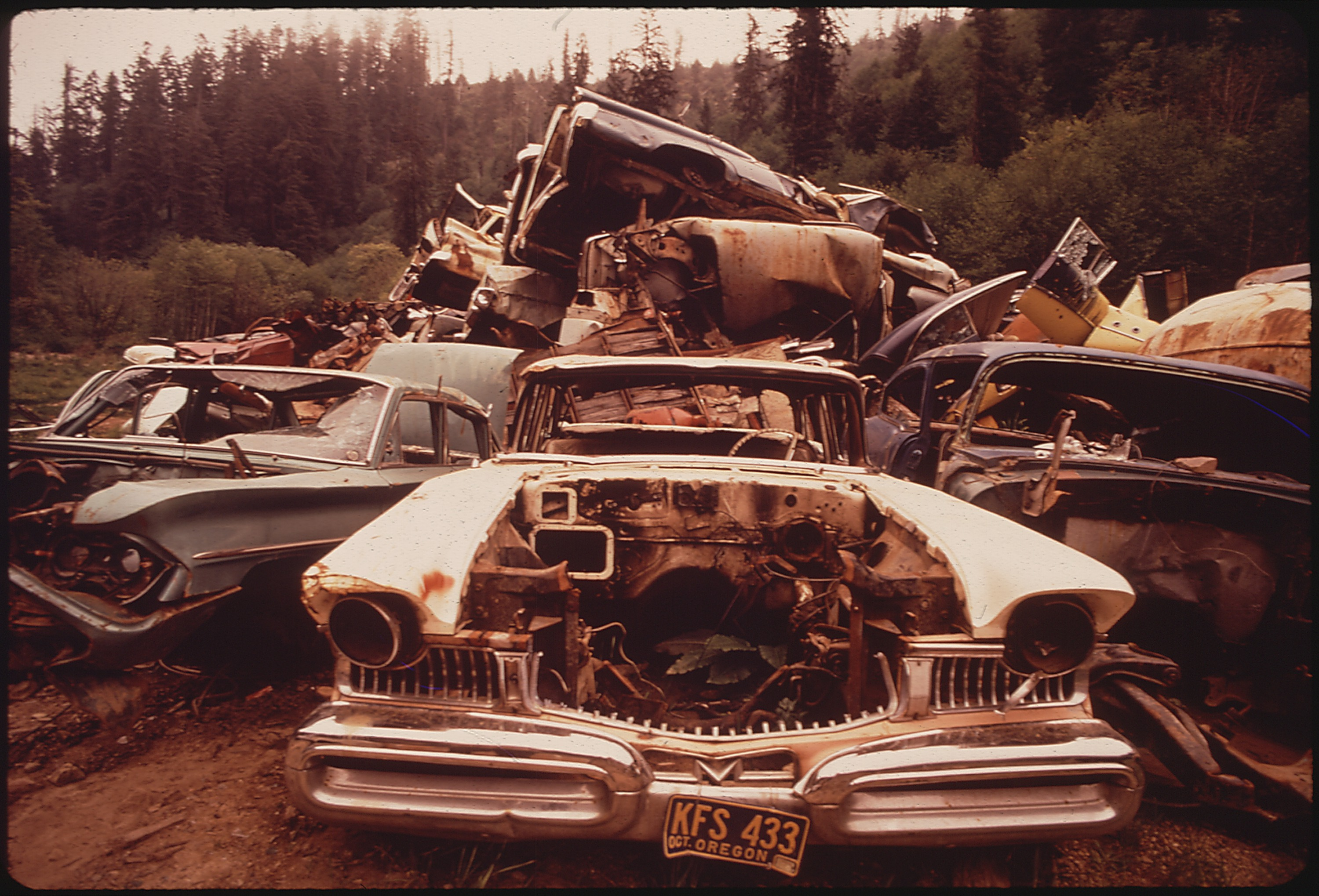
Landschaft im nordkalifornischen Emerald Triangle

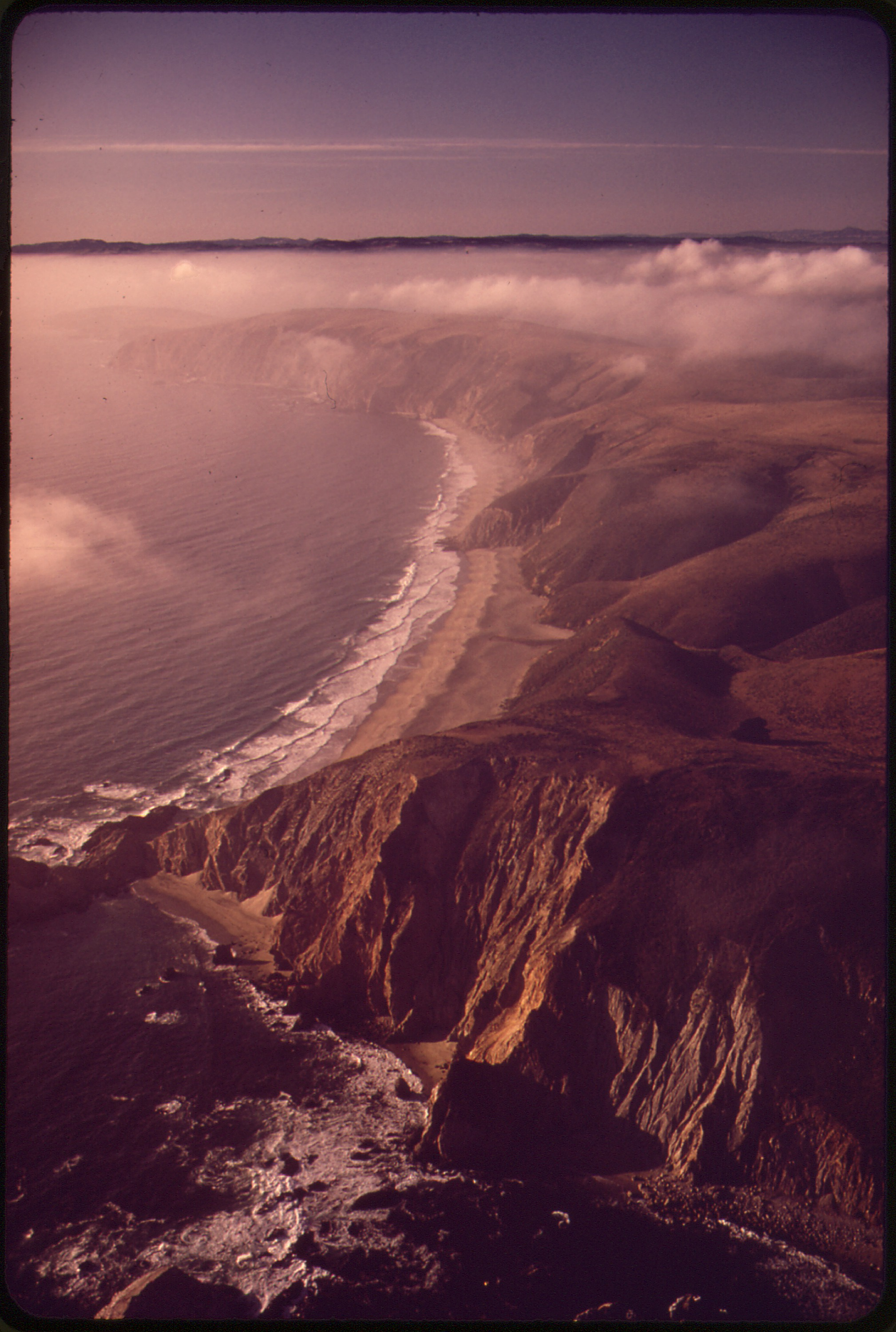
Küstengebirge in Nordkalifornien

Murder Mountain ist eine sechsteilige True-Crime-Dokuserie. Sie wurde von dem Dokumentarfilmer Joshua Zeman produziert und hat den Marihuana-Anbau im nordkalifornischen Humboldt County zum Thema. Aufhänger der Serie sind Fälle spurlos Verschwundener, welche sich in der – auch unter der Bezeichnung Emerald Triangle firmierenden – Region gehäuft hatten. Die Serie wurde 2018 von Fusion TV erstausgestrahlt und noch im selben Jahr in das Streaming-Programm von Netflix übernommen.

## Inhalt
Ursprünglich vermarktet unter dem Titel Murder Mountain: Welcome to Humboldt County, thematisiert die sechsteilige Miniserie Vermisstenfälle im Umfeld der Marihuana-Industrie im nordkalifornischen Humboldt County. Im Mittelpunkt der Serie steht der Fall des Studenten Garret Rodriguez, der sich als Pflücker in der Region verdingte und später dort spurlos verschwand. Die Bemühungen der Angehörigen von Rodriguez sowie weiterer Verschwundener und die von diesen eingeleiteten Nachforschungen privater Ermittler bilden dabei den dramaturgischen roten Faden. Über die reine Fallebene hinaus und gestützt durch zahlreiche Interviews sowie mit altem Filmmaterial unterlegte Rückblenden erzeugt Murder Mountain eine Art Breitband-Panorama der Marihuana-Industrie in dem abgelegenen Gebiet um Alderpoint im gebirgigen Hinterland des Countys.
Dramaturgisch widmet sich jede der sechs Folgen einem spezifischen Aspekt. Die erste Folge – Der Redwood-Vorhang – liefert einen Überblick über die Region und rekonstruiert das Verschwinden des Studenten Garret Rodriguez. Die zweite Folge beschreibt die historische Entwicklung der Region und insbesondere die ökonomischen Folgen, welche die Legalisierung von Cannabis in Kalifornien für die alteingesessenen, vorwiegend aus Hippie-Aussteigern bestehende Community hatte. Die restlichen vier Folgen kaprizieren sich auf die (privaten) Ermittlungen der Hinterbliebenen sowie die – immer offener zutage tretenden – kriminellen Strukturen innerhalb der Region.

## Hintergrund

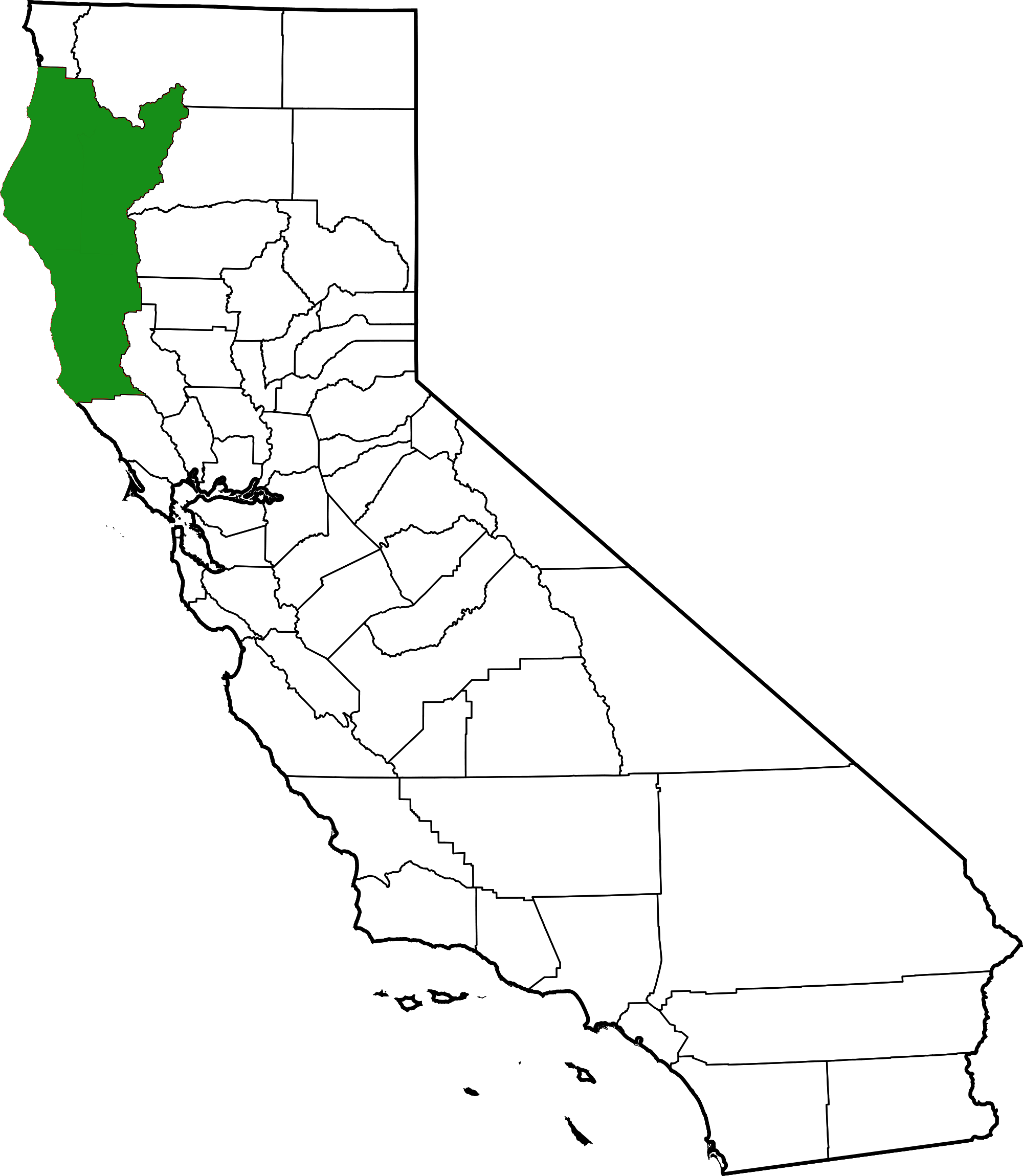
Emerald-Triangle in Nordkalifornien mit den drei Marihuanaanbau-relevanten Counties Humboldt, Mendocino und Trinity

Hintergrund der Serie sind die besonderen Bedingungen, welche mit dem Cannabis-Anbau in den abgelegenen Regionen der nordkalifornischen Küstengebirge einhergehen. Im Zuge der durch die Hippie-Kultur begünstigten Aussteiger- und Landkommunen-Bewegung entwickelte sich in den landeinwärts gelegenen Gebieten des Humboldt County ein dichtes, in sich weitgehend abgeschlossenes Netzwerk von Klein-Marihuanaanbauern. Der politisch-polizeiliche Druck auf die dortigen Neusiedler verstärkte sich im Zug des 1971 von US-Präsident Richard Nixon ausgerufenen Krieg gegen die Drogen. Die Folgen: ansteigende Preise sowie eine kontinuierlich vonstatten gehende Umorientierung von den ursprünglichen Idealen hin zu profitorientiertem Denken.
Aufgrund seiner unzugänglichen Topografie entwickelte sich das Gebiet um den Alderpoint einerseits zu einem Rückzugsgebiet für Leute, die mit dem Gesetz in Konflikt geraten waren, andererseits zu einem Magnet für Abenteuerlustige sowie Kriminelle, die den Marihuana-Anbau in großem Stil betrieben. Die Lage der Kleinbauern verschlechterte sich zusätzlich durch das Ergebnis von Proposition 64 – ein Gesetz, dass Anfang 2018 in Kraft trat. Die neue Gesetzgebung legalisierte zwar den Cannabis-Anbau innerhalb des Bundesstaats. Allerdings knüpfte es diese Legalisierung an Bedingungen, die aus der Sicht vieler Altanbauer nur schwer zu erfüllen waren. Der andauernde Schwebezustand als rechtsfreier Raum wird in der Region zusätzlich dadurch begünstigt, dass polizeilicherseits nur wenige Kräfte und Mittel abgestellt werden können, um dort tiefergehende Ermittlungen zu tätigen.

## Episodenliste
| Nr. | Deutscher Titel         | Originaltitel       | Erstveröffentlichung USA | Deutschsprachige Erstveröffentlichung (D/A/CH) |
| --- | ----------------------- | ------------------- | ------------------------ | ---------------------------------------------- |
| 1   | Der Redwood-Vorhang     | The Redwood Curtain | 23. Sep. 2018            | 28. Dez. 2018                                  |
| 2   | Verlorenes Paradies     | Paradise Lost       | 30. Sep. 2018            | 28. Dez. 2018                                  |
| 3   | Selbstjustiz            | Frontier Justice    | 7. Okt. 2018             | 28. Dez. 2018                                  |
| 4   | Alderpoint 8            | The Alderpoint 8    | 14. Okt. 2018            | 28. Dez. 2018                                  |
| 5   | Wendepunkt              | Breaking Point      | 21. Okt. 2018            | 28. Dez. 2018                                  |
| 6   | Die letzten Gesetzlosen | The Last Outlaws    | 28. Okt. 2018            | 28. Dez. 2018                                  |

## Rezeption
Die Doku-Serie erhielt überwiegend positive Kritiken. Die Rezensentin Melissa Leon von The Daily Beast schrieb, die Doku sei zwar „nicht das nächste ‚Making a Murderer‘“, dafür allerdings eine „augenöffnende Beobachtung“. Lea Palmieri schrieb der Serie auf dem New York Post-Ableger Decider Binge-Watching-Qualitäten und somit einen überdurchschnittlichen Unterhaltungswert zu. Robin Mahler vom Schweizer Nachrichtenportal Nau hingegen attestierte ihr einerseits „spannende Einblicke in ein umkämpftes Geschäft, besonders wenn es um die Geschichten einzelner Verkäufer geht“. Andererseits jedoch befand er sie als insgesamt zu lang.
Mit Kritik bedacht wurde Murder Mountain von Beamten der Region Humboldt County. Einige von ihnen äußerten sich besorgt über die möglichen langfristigen Auswirkungen auf den lokalen Tourismus sowie die wirtschaftliche Entwicklung. Darüber hinaus stellte das Sheriffbüro von Humboldt County die Genauigkeit der Serie in Frage und bezeichnete sie als „eine Seite einer stark sensationalisierten Geschichte“.

## Sonstiges
Eine ähnliche Thematik behandelt die dreiteilige, 2021 auf Hulu TV ausgestrahlte Doku Sasquatch. Sasquatch rückt dabei länger zurückliegende, in die 1990er-Jahre reichende Fälle in den Fokus. Netflix als ausstrahlender Streaming-Dienstleister von Murder Mountains hatte 2018 eine weitere Doku online gestellt, die Ereignisse in der Großregion zum Thema hatte. Wild Wild Country behandelte den Konfliktverlauf rund um die umstrittene Bhaghwan-Großansiedlung in Oregon in den 1980er-Jahren. Verglichen mit der ein halbes Jahr später publizierten Serie Murder Mountains wurde Wild Wild Country in noch größerem Ausmaß als bemerkenswerte Doku gewertet – und verschaffte dem bislang vor allem auf fiktionale Stoffe versierten Anbieter auch im Doku-Bereich einiges an Ansehen.